# Campionati mondiali di freestyle
I Campionati mondiali di freestyle sono una competizione sportiva a cadenza biennale organizzata dalla Federazione Internazionale Sci (FIS), in cui si assegnano i titoli mondiali delle diverse specialità del freestyle. Si disputano con cadenza biennale negli anni dispari dal 1989, anno in cui si disputò un'edizione l'anno successivo a quella precedente per impedire, da quel momento, ogni sovrapposizione con l'anno olimpico.
Vengono assegnati quattordici titoli in sette discipline, tutte sia maschili sia femminili: gobbe, gobbe in parallelo, salti, halfpipe, ski cross, slopestyle e big air. A questi titoli individuali si aggiunge dal 2019 pure il titolo della gara a squadre miste di salti.
Il balletto (maschile e femminile) non fa più parte del programma mondiale. Il programma olimpico si riduceva alle gare di gobbe e salti; da Vancouver 2010 viene assegnato anche il titolo di ski cross. Dal 2011 entra a far parte del programma anche la specialità dello slopestyle, e dal 2019 si inizia a gareggiare anche nel big air.

## Edizioni
| Ed.           | Anno | Sede                      | Nazione                         |
| ------------- | ---- | ------------------------- | ------------------------------- |
| I             | 1986 | Tignes                    | Francia                         |
| II            | 1988 | Calgary                   | Canada                          |
| III           | 1989 | Oberjoch                  | Germania Ovest                  |
| IV            | 1991 | Lake Placid               | Stati Uniti                     |
| V             | 1993 | Altenmarkt im Pongau      | Austria                         |
| VI            | 1995 | La Clusaz                 | Francia                         |
| VII           | 1997 | Nagano                    | Giappone                        |
| VIII          | 1999 | Meiringen                 | Svizzera                        |
| IX            | 2001 | Whistler                  | Canada                          |
| X             | 2003 | Deer Valley               | Stati Uniti                     |
| XI            | 2005 | Ruka                      | Finlandia                       |
| XII           | 2007 | Madonna di Campiglio      | Italia                          |
| XIII          | 2009 | Inawashiro                | Giappone                        |
| XIV           | 2011 | Deer Valley               | Stati Uniti                     |
| XV            | 2013 | Oslo / Voss               | Norvegia                        |
| XVI           | 2015 | Kreischberg               | Austria                         |
| XVII          | 2017 | Sierra Nevada             | Spagna                          |
| XVIII         | 2019 | Deer Valley / Park City   | Stati Uniti                     |
| XIX           | 2021 | Idre Fjäll, Almaty, Aspen | Svezia, Kazakistan, Stati Uniti |
| XX            | 2023 | Bakuriani                 | Georgia                         |
| XXI           | 2025 | Engadina                  | Svizzera                        |
| Eventi futuri |      |                           |                                 |
| XXII          | 2027 | Montafon                  | Austria                         |

## Albo d'oro

### Gare maschili

#### Gobbe
| Anno | Luogo                | Oro                       | Argento                   | Bronzo              |
| ---- | -------------------- | ------------------------- | ------------------------- | ------------------- |
| 1986 | Tignes               | Eric Berthon              | Petsch Moser              | Martti Kellokumpu   |
| 1989 | Oberjoch             | Edgar Grospiron           | Jürg Biner                | Eric Berthon        |
| 1991 | Lake Placid          | Edgar Grospiron           | Bernard Brandt            | Chuck Martin        |
| 1993 | Altenmarkt           | Jean-Luc Brassard         | Fabien Bertrand           | Olivier Cotte       |
| 1995 | La Clusaz            | Fabien Bertrand           | Jean-Luc Brassard         | Sergej Šuplecov     |
| 1997 | Nagano               | Jean-Luc Brassard         | Stéphane Rochon           | Jesper Rönnbäck     |
| 1999 | Meiringen-Hasliberg  | Janne Lahtela             | Lauri Lassila             | Sami Mustonen       |
| 2001 | Whistler             | Mikko Ronkainen           | Pierre-Alexandre Rousseau | Stéphane Rochon     |
| 2003 | Deer Valley          | Mikko Ronkainen           | Jeremy Bloom              | Toby Dawson         |
| 2005 | Ruka                 | Nathan Roberts            | Marc-André Moreau         | Dale Begg-Smith     |
| 2007 | Madonna di Campiglio | Pierre-Alexandre Rousseau | Dale Begg-Smith           | Nathan Roberts      |
| 2009 | Inawashiro           | Patrick Deneen            | Tapio Luusua              | Vincent Marquis     |
| 2011 | Deer Valley          | Guilbaut Colas            | Alexandre Bilodeau        | Mikaël Kingsbury    |
| 2013 | Voss                 | Mikaël Kingsbury          | Alexandre Bilodeau        | Patrick Deneen      |
| 2015 | Kreischberg          | Anthony Benna             | Mikaël Kingsbury          | Aleksandr Smyšljaev |
| 2017 | Sierra Nevada        | Ikuma Horishima           | Benjamin Cavet            | Mikaël Kingsbury    |
| 2019 | Park City            | Mikaël Kingsbury          | Matt Graham               | Daichi Hara         |
| 2021 | Almaty               | Mikaël Kingsbury          | Benjamin Cavet            | Pavel Kolmakov      |
| 2023 | Bakuriani            | Mikaël Kingsbury          | Matt Graham               | Walter Wallberg     |
| 2025 | Engadina             | Ikuma Horishima           | Mikaël Kingsbury          | Jung Dae-yoon       |

#### Salti
| Anno | Luogo                | Oro               | Argento             | Bronzo            |
| ---- | -------------------- | ----------------- | ------------------- | ----------------- |
| 1986 | Tignes               | Lloyd Langlois    | Yves Laroche        | Jean-Marc Bacquin |
| 1989 | Oberjoch             | Lloyd Langlois    | Didier Meda         | Philippe Laroche  |
| 1991 | Lake Placid          | Philippe Laroche  | John Ross           | Dave Valenti      |
| 1993 | Altenmarkt           | Philippe Laroche  | Richard Cobbing     | Jean-Marc Bacquin |
| 1995 | La Clusaz            | Trace Worthington | Christian Rijavec   | Sébastien Foucras |
| 1997 | Nagano               | Nicolas Fontaine  | Eric Bergoust       | Andy Capicik      |
| 1999 | Meiringen-Hasliberg  | Eric Bergoust     | Christian Rijavec   | Joe Pack          |
| 2001 | Whistler             | Aljaksej Hryšyn   | Dzmitryj Daščynski  | Joe Pack          |
| 2003 | Deer Valley          | Dmitrij Archipov  | Aljaksej Hryšyn     | Steve Omischl     |
| 2005 | Ruka                 | Steve Omischl     | Jeff Bean           | Aljaksej Hryšyn   |
| 2007 | Madonna di Campiglio | Han Xiaopeng      | Aljaksej Hryšyn     | Steve Omischl     |
| 2009 | Inawashiro           | Ryan St. Onge     | Steve Omischl       | Warren Shouldice  |
| 2011 | Deer Valley          | Warren Shouldice  | Qi Guangpu          | Anton Kušnir      |
| 2013 | Voss                 | Qi Guangpu        | Travis Gerrits      | Jia Zongyang      |
| 2015 | Kreischberg          | Qi Guangpu        | Alex Bowen          | Maksim Huscik     |
| 2017 | Sierra Nevada        | Jonathon Lillis   | Qi Guangpu          | David Morris      |
| 2019 | Park City            | Maksim Burov      | Oleksandr Abramenko | Noé Roth          |
| 2021 | Almaty               | Maksim Burov      | Christopher Lillis  | Pavel Krotov      |
| 2023 | Bakuriani            | Noé Roth          | Quinn Dehlinger     | Yang Longxiao     |
| 2025 | Engadina             | Noé Roth          | Quinn Dehlinger     | Pirmin Werner     |

#### Gobbe in parallelo
| Anno | Luogo                | Oro                | Argento          | Bronzo              |
| ---- | -------------------- | ------------------ | ---------------- | ------------------- |
| 2001 | Whistler             | Stéphane Yonnet    | Patrick Sundberg | Johann Gregoire     |
| 2003 | Deer Valley          | Jeremy Bloom       | Yugo Tsukita     | Toby Dawson         |
| 2005 | Ruka                 | Toby Dawson        | Sami Mustonen    | Jeremy Bloom        |
| 2007 | Madonna di Campiglio | Dale Begg-Smith    | Guilbaut Colas   | Ruslan Šarifulin    |
| 2009 | Inawashiro           | Alexandre Bilodeau | Nobuyuki Nishi   | Tapio Luusua        |
| 2011 | Deer Valley          | Alexandre Bilodeau | Mikaël Kingsbury | Nobuyuki Nishi      |
| 2013 | Voss                 | Alexandre Bilodeau | Mikaël Kingsbury | Patrick Deneen      |
| 2015 | Kreischberg          | Mikaël Kingsbury   | Philippe Marquis | Marc-Antoine Gagnon |
| 2017 | Sierra Nevada        | Ikuma Horishima    | Bradley Wilson   | Marco Tadé          |
| 2019 | Park City            | Mikaël Kingsbury   | Bradley Wilson   | Daichi Hara         |
| 2021 | Almaty               | Mikaël Kingsbury   | Matt Graham      | Ikuma Horishima     |
| 2023 | Bakuriani            | Mikaël Kingsbury   | Walter Wallberg  | Matt Graham         |
| 2025 | Engadina             | Mikaël Kingsbury   | Ikuma Horishima  | Matt Graham         |

#### Halfpipe
| Anno | Luogo                | Oro                  | Argento                | Bronzo          |
| ---- | -------------------- | -------------------- | ---------------------- | --------------- |
| 2005 | Ruka                 | Mathias Wecxsteen    | Loïc Collomb-Patton    | Corey Vanular   |
| 2007 | Madonna di Campiglio | Gara cancellata      | Gara cancellata        | Gara cancellata |
| 2009 | Inawashiro           | Kevin Rolland        | Justin Dorey           | Xavier Bertoni  |
| 2011 | Deer Valley          | Mike Riddle          | Kevin Rolland          | Simon Dumont    |
| 2013 | Oslo                 | David Wise           | Torin Yater-Wallace    | Thomas Krief    |
| 2015 | Kreischberg          | Kyle Smaine          | Joffrey Pollet-Villard | Yannic Lerjen   |
| 2017 | Sierra Nevada        | Aaron Blunck         | Mike Riddle            | Kevin Rolland   |
| 2019 | Park City            | Aaron Blunck         | Kevin Rolland          | Noah Bowman     |
| 2021 | Aspen                | Nico Porteous        | Simon d'Artois         | Birk Irving     |
| 2023 | Bakuriani            | Brendan Mackay       | Jon Sallinen           | Alex Ferreira   |
| 2025 | Engadina             | Finley Melville Ives | Nick Goepper           | Alex Ferreira   |

#### Ski cross
| Anno | Luogo                | Oro                   | Argento               | Bronzo                |
| ---- | -------------------- | --------------------- | --------------------- | --------------------- |
| 2005 | Ruka                 | Tomáš Kraus           | Jesper Brugge         | Audun Grønvold        |
| 2007 | Madonna di Campiglio | Tomáš Kraus           | Stanley Hayer         | Enak Gavaggio         |
| 2009 | Inawashiro           | Andreas Matt          | Thomas Zangerl        | Davey Barr            |
| 2011 | Deer Valley          | Christopher Del Bosco | Jouni Pellinen        | Andreas Matt          |
| 2013 | Voss                 | Jean-Frédéric Chapuis | Bastien Midol         | John Teller           |
| 2015 | Kreischberg          | Filip Flisar          | Jean-Frédéric Chapuis | Victor Öhling Norberg |
| 2017 | Sierra Nevada        | Victor Öhling Norberg | Jamie Prebble         | François Place        |
| 2019 | Park City            | François Place        | Brady Leman           | Kevin Drury           |
| 2021 | Idre Fjäll           | Alex Fiva             | François Place        | Erik Mobärg           |
| 2023 | Bakuriani            | Simone Deromedis      | Florian Wilmsmann     | Erik Mobärg           |
| 2025 | Engadina             | Ryan Regez            | Tobias Müller         | Ryō Sugai             |

#### Slopestyle
| Anno | Luogo         | Oro            | Argento            | Bronzo          |
| ---- | ------------- | -------------- | ------------------ | --------------- |
| 2011 | Deer Valley   | Alex Schlopy   | Sam Carlson        | Russell Henshaw |
| 2013 | Voss          | Tom Wallisch   | James Woods        | Nick Goepper    |
| 2015 | Kreischberg   | Fabian Bösch   | Russell Henshaw    | Noah Wallace    |
| 2017 | Sierra Nevada | McRae Williams | Gus Kenworthy      | James Woods     |
| 2019 | Park City     | James Woods    | Birk Ruud          | Nick Goepper    |
| 2021 | Aspen         | Andri Ragettli | Colby Stevenson    | Alexander Hall  |
| 2023 | Bakuriani     | Birk Ruud      | Christian Nummedal | Andri Ragettli  |
| 2025 | Engadina      | Birk Ruud      | Mac Forehand       | Alexander Hall  |

#### Big air
| Anno | Luogo     | Oro              | Argento            | Bronzo                 |
| ---- | --------- | ---------------- | ------------------ | ---------------------- |
| 2019 | Park City | Fabian Bösch     | Henrik Harlaut     | Alex Beaulieu-Marchand |
| 2021 | Aspen     | Oliwer Magnusson | Édouard Therriault | Kim Gubser             |
| 2023 | Bakuriani | Troy Podmilsak   | Lukas Müllauer     | Birk Ruud              |
| 2025 | Engadina  | Luca Harrington  | Elias Syrjä        | Birk Ruud              |

### Gare femminili

#### Gobbe
| Anno | Luogo                | Oro                     | Argento             | Bronzo                  |
| ---- | -------------------- | ----------------------- | ------------------- | ----------------------- |
| 1986 | Tignes               | Mary Jo Tiampo          | Hayley Wolff        | Silvia Marciandi        |
| 1989 | Oberjoch             | Raphaëlle Monod         | Donna Weinbrecht    | Tatjana Mittermayer     |
| 1991 | Lake Placid          | Donna Weinbrecht        | Tatjana Mittermayer | Birgit Stein-Keppler    |
| 1993 | Altenmarkt           | Stine Lise Hattestad    | Petra Moroder       | Bronwen Thomas          |
| 1995 | La Clusaz            | Candice Gilg            | Raphaëlle Monod     | Tatjana Mittermayer     |
| 1997 | Nagano               | Candice Gilg            | Donna Weinbrecht    | Tatjana Mittermayer     |
| 1999 | Meiringen-Hasliberg  | Anne Battelle           | Kari Traa           | Corinne Bodmer          |
| 2001 | Whistler             | Kari Traa               | Maria Despas        | Aiko Uemura             |
| 2003 | Deer Valley          | Kari Traa               | Michelle Roark      | Stephanie St. Pierre    |
| 2005 | Ruka                 | Hannah Kearney          | Nikola Sudová       | Margarita Marbler       |
| 2007 | Madonna di Campiglio | Kristi Richards         | Jennifer Heil       | Deborah Scanzio         |
| 2009 | Inawashiro           | Aiko Uemura             | Jennifer Heil       | Nikola Sudová           |
| 2011 | Deer Valley          | Jennifer Heil           | Hannah Kearney      | Kristi Richards         |
| 2013 | Voss                 | Hannah Kearney          | Miki Itō            | Justine Dufour-Lapointe |
| 2015 | Kreischberg          | Justine Dufour-Lapointe | Hannah Kearney      | Britteny Cox            |
| 2017 | Sierra Nevada        | Britteny Cox            | Perrine Laffont     | Justine Dufour-Lapointe |
| 2019 | Park City            | Julija Galyševa         | Jakara Anthony      | Perrine Laffont         |
| 2021 | Almaty               | Perrine Laffont         | Julija Galyševa     | Anastasia Smirnova      |
| 2023 | Bakuriani            | Perrine Laffont         | Jaelin Kauf         | Avital Carroll          |
| 2025 | Engadina             | Perrine Laffont         | Hinako Tomitaka     | Maïa Schwinghammer      |

#### Salti
| Anno | Luogo                | Oro                      | Argento            | Bronzo               |
| ---- | -------------------- | ------------------------ | ------------------ | -------------------- |
| 1986 | Tignes               | Maria Quintana           | Carin Hernskog     | Meredith Ann Gardner |
| 1989 | Oberjoch             | Catherine Lombard        | Sonja Reichart     | Melanie Palenik      |
| 1991 | Lake Placid          | Vasilisa Semenčuk        | Elfie Simchen      | Liselotte Johansson  |
| 1993 | Altenmarkt           | Lina Cherjazova          | Marie Lindgren     | Kristean Porter      |
| 1995 | La Clusaz            | Nikki Stone              | Marie Lindgren     | Kirstie Marshall     |
| 1997 | Nagano               | Kirstie Marshall         | Michèle Rohrbach   | Veronica Brenner     |
| 1999 | Meiringen-Hasliberg  | Jacqui Cooper            | Hilde Synnøve Lid  | Nikki Stone          |
| 2001 | Whistler             | Veronika Bauer           | Michèle Rohrbach   | Deidra Dionne        |
| 2003 | Deer Valley          | Alisa Camplin            | Veronika Bauer     | Deidra Dionne        |
| 2005 | Ruka                 | Li Nina                  | Evelyne Leu        | Guo Xinxin           |
| 2007 | Madonna di Campiglio | Li Nina                  | Asol' Slivec       | Jacqui Cooper        |
| 2009 | Inawashiro           | Li Nina                  | Xu Mengtao         | Jacqui Cooper        |
| 2011 | Deer Valley          | Shuang Cheng             | Xu Mengtao         | Ol'ha Volkova        |
| 2013 | Voss                 | Xu Mengtao               | Veronika Korsunova | Danielle Scott       |
| 2015 | Kreischberg          | Laura Peel               | Kiley McKinnon     | Xu Mengtao           |
| 2017 | Sierra Nevada        | Ashley Caldwell          | Danielle Scott     | Xu Mengtao           |
| 2019 | Park City            | Aljaksandra Ramanoŭskaja | Ljubov' Nikitina   | Xu Mengtao           |
| 2021 | Almaty               | Laura Peel               | Ashley Caldwell    | Ljubov' Nikitina     |
| 2023 | Bakuriani            | Kong Fanyu               | Danielle Scott     | Anastasija Novosad   |
| 2025 | Engadina             | Kaila Kuhn               | Xu Mengtao         | Danielle Scott       |

#### Gobbe in parallelo
| Anno | Luogo                | Oro                   | Argento                 | Bronzo              |
| ---- | -------------------- | --------------------- | ----------------------- | ------------------- |
| 2001 | Whistler             | Kari Traa             | Corinne Bodmer          | Tami Bradley        |
| 2003 | Deer Valley          | Kari Traa             | Marina Čerkasova        | Shannon Bahrke      |
| 2005 | Ruka                 | Jennifer Heil         | Kari Traa               | Aiko Uemura         |
| 2007 | Madonna di Campiglio | Jennifer Heil         | Shannon Bahrke          | Margarita Marbler   |
| 2009 | Inawashiro           | Aiko Uemura           | Miki Itō                | Hannah Kearney      |
| 2011 | Deer Valley          | Jennifer Heil         | Chloé Dufour-Lapointe   | Hannah Kearney      |
| 2013 | Voss                 | Chloé Dufour-Lapointe | Miki Itō                | Hannah Kearney      |
| 2015 | Kreischberg          | Hannah Kearney        | Justine Dufour-Lapointe | Julija Galyševa     |
| 2017 | Sierra Nevada        | Perrine Laffont       | Julija Galyševa         | Jaelin Kauf         |
| 2019 | Park City            | Perrine Laffont       | Jaelin Kauf             | Tess Johnson        |
| 2021 | Almaty               | Anastasija Smirnova   | Viktoriia Lazarenko     | Anastassiya Gorodko |
| 2023 | Bakuriani            | Perrine Laffont       | Jaelin Kauf             | Avital Carroll      |
| 2025 | Engadina             | Jaelin Kauf           | Tess Johnson            | Anastassiya Gorodko |

#### Halfpipe
| Anno | Luogo                | Oro                 | Argento         | Bronzo          |
| ---- | -------------------- | ------------------- | --------------- | --------------- |
| 2005 | Ruka                 | Sarah Burke         | Kristi Leskinen | Grete Eliassen  |
| 2007 | Madonna di Campiglio | Gara cancellata     | Gara cancellata | Gara cancellata |
| 2009 | Inawashiro           | Virginie Faivre     | Megan Gunning   | Jen Hudak       |
| 2011 | Deer Valley          | Rosalind Groenewoud | Jen Hudak       | Keltie Hansen   |
| 2013 | Oslo                 | Virginie Faivre     | Anaïs Caradeux  | Ayana Onozuka   |
| 2015 | Kreischberg          | Virginie Faivre     | Cassie Sharpe   | Mirjam Jaeger   |
| 2017 | Sierra Nevada        | Ayana Onozuka       | Marie Martinod  | Devin Logan     |
| 2019 | Park City            | Kelly Sildaru       | Cassie Sharpe   | Brita Sigourney |
| 2021 | Aspen                | Eileen Gu           | Rachael Karker  | Zoe Atkin       |
| 2023 | Bakuriani            | Hanna Faulhaber     | Zoe Atkin       | Rachael Karker  |
| 2025 | Engadina             | Zoe Atkin           | Li Fanghui      | Cassie Sharpe   |

#### Ski cross
| Anno | Luogo                | Oro               | Argento           | Bronzo             |
| ---- | -------------------- | ----------------- | ----------------- | ------------------ |
| 2005 | Ruka                 | Karin Huttary     | Magdalena Iljans  | Ophélie David      |
| 2007 | Madonna di Campiglio | Ophélie David     | Méryll Boulangeat | Alexandra Grauvogl |
| 2009 | Inawashiro           | Ashleigh McIvor   | Karin Huttary     | Méryll Boulangeat  |
| 2011 | Deer Valley          | Kelsey Serwa      | Julia Murray      | Anna Holmlund      |
| 2013 | Voss                 | Fanny Smith       | Marielle Thompson | Ophélie David      |
| 2015 | Kreischberg          | Andrea Limbacher  | Ophélie David     | Fanny Smith        |
| 2017 | Sierra Nevada        | Sandra Näslund    | Fanny Smith       | Ophélie David      |
| 2019 | Park City            | Marielle Thompson | Fanny Smith       | Alizée Baron       |
| 2021 | Idre Fjäll           | Sandra Näslund    | Fanny Smith       | Alizée Baron       |
| 2023 | Bakuriani            | Sandra Näslund    | Katrin Ofner      | Fanny Smith        |
| 2025 | Engadina             | Fanny Smith       | Courtney Hoffos   | Daniela Maier      |

#### Slopestyle
| Anno | Luogo         | Oro              | Argento           | Bronzo           |
| ---- | ------------- | ---------------- | ----------------- | ---------------- |
| 2011 | Deer Valley   | Anna Segal       | Kaya Turski       | Keri Herman      |
| 2013 | Voss          | Kaya Turski      | Dara Howell       | Grete Eliassen   |
| 2015 | Kreischberg   | Lisa Zimmermann  | Katie Summerhayes | Zuzana Stromková |
| 2017 | Sierra Nevada | Tess Ledeux      | Emma Dahlström    | Isabel Atkin     |
| 2019 | Park City     | Annullato        | Annullato         | Annullato        |
| 2021 | Aspen         | Eileen Gu        | Mathilde Gremaud  | Megan Oldham     |
| 2023 | Bakuriani     | Mathilde Gremaud | Megan Oldham      | Johanne Killi    |
| 2025 | Engadina      | Mathilde Gremaud | Lara Wolf         | Megan Oldham     |

#### Big air
| Anno | Luogo     | Oro                | Argento        | Bronzo       |
| ---- | --------- | ------------------ | -------------- | ------------ |
| 2019 | Park City | Tess Ledeux        | Julia Krass    | Isabel Atkin |
| 2021 | Aspen     | Anastasia Tatalina | Lana Prusakova | Eileen Gu    |
| 2023 | Bakuriani | Tess Ledeux        | Sandra Eie     | Megan Oldham |
| 2025 | Engadina  | Flora Tabanelli    | Sarah Höfflin  | Anni Kärävä  |

### Gare miste

#### Salti a squadre
| Anno | Luogo     | Oro                                                            | Argento                                                      | Bronzo                                                         |
| ---- | --------- | -------------------------------------------------------------- | ------------------------------------------------------------ | -------------------------------------------------------------- |
| 2019 | Park City | Svizzera Carol Bouvard Nicolas Gygax Noé Roth                  | Cina Xu Mengtao Sun Jiaxu Wang Xindi                         | Russia Ljubov' Nikitina Stanislav Nikitin Maksim Burov         |
| 2021 | Almaty    | FSR Ljubov' Nikitina Pavel Krotov Maksim Burov                 | Svizzera Carol Bouvard Pirmin Werner Noé Roth                | Stati Uniti Ashley Caldwell Eric Loughran Christopher Lillis   |
| 2023 | Bakuriani | Stati Uniti Ashley Caldwell Christopher Lillis Quinn Dehlinger | Cina Kong Fanyu Li Tianma Yang Longxiao                      | Ucraina Anastasija Novosad Oleksandr Okipnjuk Dmytro Kotovskyi |
| 2025 | Engadina  | Stati Uniti Kaila Kuhn Christopher Lillis Quinn Dehlinger      | Ucraina Anhelina Brykina Oleksandr Okipnjuk Dmytro Kotovskyi | Svizzera Lina Kozomara Noé Roth Pirmin Werner                  |

#### Ski cross a squadre
| Anno | Luogo     | Oro                                | Argento                                          | Bronzo                              |
| ---- | --------- | ---------------------------------- | ------------------------------------------------ | ----------------------------------- |
| 2023 | Bakuriani | Svezia David Mobärg Sandra Näslund | Canada Reece Howden Marielle Thompson            | Italia Federico Tomasoni Jole Galli |
| 2025 | Engadina  | Svizzera Ryan Regez Fanny Smith    | Francia Melvin Tchiknavorian Jade Grillet-Aubert | Italia Yanick Gunsch Jole Galli     |

## Eventi sospesi

### Gare maschili

#### Sci acrobatico
| Anno | Luogo               | Oro                | Argento          | Bronzo            |
| ---- | ------------------- | ------------------ | ---------------- | ----------------- |
| 1986 | Tignes              | Richard Schabl     | Lane Spina       | Georg Fürmeier    |
| 1989 | Oberjoch            | Hermann Reitberger | Lane Spina       | Dave Walker       |
| 1991 | Lake Placid         | Lane Spina         | Roberto Franco   | Dave Valenti      |
| 1993 | Altenmarkt          | Fabrice Becker     | Rune Kristiansen | Lane Spina        |
| 1995 | La Clusaz           | Rune Kristiansen   | Fabrice Becker   | Heini Baumgartner |
| 1997 | Nagano              | Fabrice Becker     | Ian Edmondson    | Heini Baumgartner |
| 1999 | Meiringen-Hasliberg | Ian Edmondson      | Mike McDonald    | Heini Baumgartner |

#### Combinata
| Anno | Luogo       | Oro               | Argento           | Bronzo         |
| ---- | ----------- | ----------------- | ----------------- | -------------- |
| 1986 | Tignes      | Alain Laroche     | John Witt         | Éric Laboureix |
| 1989 | Oberjoch    | Chris Simboli     | Scott Ogren       | Martí Rafel    |
| 1991 | Lake Placid | Sergej Šuplecov   | Jeff Viola        | Youri Gilg     |
| 1993 | Altenmarkt  | Sergej Šuplecov   | Trace Worthington | Hugo Bonatti   |
| 1995 | La Clusaz   | Trace Worthington | Darcy Downs       | Jonny Moseley  |
| 1997 | Nagano      | Darcy Downs       | Toben Sutherland  | Aleh Kuljašoŭ  |

### Gare femminili

#### Sci acrobatico
| Anno | Luogo               | Oro                   | Argento         | Bronzo           |
| ---- | ------------------- | --------------------- | --------------- | ---------------- |
| 1986 | Tignes              | Jan Bucher            | Christine Rossi | Lucie Barma      |
| 1989 | Oberjoch            | Jan Bucher            | Conny Kissling  | Lucie Barma      |
| 1991 | Lake Placid         | Ellen Breen           | Jan Bucher      | Cathy Fechoz     |
| 1993 | Altenmarkt          | Ellen Breen           | Sharon Petzold  | Cathy Fechoz     |
| 1995 | La Clusaz           | Elena Batalova        | Ellen Breen     | Annika Johansson |
| 1997 | Nagano              | Oksana Kuščenko       | Åsa Magnusson   | Annika Johansson |
| 1999 | Meiringen-Hasliberg | Natal'ja Razumovskaja | Oksana Kuščenko | Annika Johansson |

#### Combinata
| Anno | Luogo       | Oro              | Argento           | Bronzo               |
| ---- | ----------- | ---------------- | ----------------- | -------------------- |
| 1986 | Tignes      | Conny Kissling   | Anna Fraser       | Silvia Marciandi     |
| 1989 | Oberjoch    | Melanie Palenik  | Conny Kissling    | Meredith Ann Gardner |
| 1991 | Lake Placid | Maja Schmid      | Conny Kissling    | Kristean Porter      |
| 1993 | Altenmarkt  | Katherina Kubenk | Natal'ja Orechova | Kristean Porter      |
| 1995 | La Clusaz   | Kristean Porter  | Maja Schmid       | Katherina Kubenk     |

## Medagliere
Aggiornato all'edizione 2025.
| Pos. | Nazione                            | Oro | Argento | Bronzo | Tot. |
| ---- | ---------------------------------- | --- | ------- | ------ | ---- |
| 1    | Canada                             | 43  | 42      | 38     | 123  |
| 2    | Stati Uniti                        | 39  | 39      | 40     | 118  |
| 3    | Francia                            | 28  | 21      | 22     | 71   |
| 4    | Svizzera                           | 18  | 17      | 14     | 49   |
| 5    | Cina                               | 11  | 8       | 7      | 26   |
| 6    | Australia                          | 8   | 9       | 11     | 28   |
| 7    | Norvegia                           | 8   | 8       | 5      | 21   |
| 8    | Svezia                             | 6   | 10      | 10     | 26   |
| 9    | Giappone                           | 6   | 7       | 8      | 21   |
| 10   | Russia                             | 6   | 5       | 4      | 15   |
| 11   | Federazione sciistica della Russia | 4   | 2       | 3      | 9    |
| 12   | Austria                            | 3   | 7       | 6      | 16   |
| 13   | Finlandia                          | 3   | 7       | 5      | 15   |
| 14   | Nuova Zelanda                      | 3   | 1       | 0      | 4    |
| 15   | Germania                           | 2   | 4       | 5      | 11   |
| 16   | Bielorussia                        | 2   | 4       | 4      | 10   |
| 16   | Regno Unito                        | 2   | 4       | 4      | 10   |
| 18   | Italia                             | 2   | 2       | 5      | 9    |
| 19   | Rep. Ceca                          | 2   | 2       | 1      | 5    |
| 20   | Germania Ovest                     | 2   | 1       | 2      | 5    |
| 21   | Unione Sovietica                   | 2   | 0       | 0      | 2    |
| 22   | Kazakistan                         | 1   | 2       | 4      | 7    |
| 23   | Estonia                            | 1   | 0       | 0      | 1    |
| 23   | Slovenia                           | 1   | 0       | 0      | 1    |
| 23   | Uzbekistan                         | 1   | 0       | 0      | 1    |
| 26   | Ucraina                            | 0   | 2       | 3      | 5    |
| 27   | Slovacchia                         | 0   | 0       | 1      | 1    |
| 27   | Corea del Sud                      | 0   | 0       | 1      | 1    |
| 27   | Spagna                             | 0   | 0       | 1      | 1    |

## Titoli individuali
| - Uomini - Mikaël Kingsbury 9 4 2 = 15 - Alexandre Bilodeau : 3-2-0 / 5 - Noé Roth : 3-1-2 / 6 - Ikuma Horishima : 3-1-1 / 5 - Maksim Burov : 3-0-1 / 4 - Edgar Grospiron : 3-0-0 / 3 - Qi Guangpu : 2-2-0 / 4 - Quinn Dehlinger : 2-2-0 / 4 - Birk Ruud : 2-1-2 / 5 - Christopher Lillis : 2-1-1 / 4 | - Donne - Perrine Laffont 6 1 = 8 - Kari Traa : 4-3-0 / 7 - Jennifer Heil : 4-2-0 / 6 - Sandra Näslund : 4-0-0 / 4 - Fanny Smith : 3-3-2 / 8 - Hannah Kearney : 3-2-3 / 8 - Virginie Faivre : 3-0-0 / 3 - Li Nina : 3-0-0 / 3 - Tess Ledeux : 3-0-0 / 3 - Ashley Caldwell : 2-1-1 / 4 |